# 칼바도스

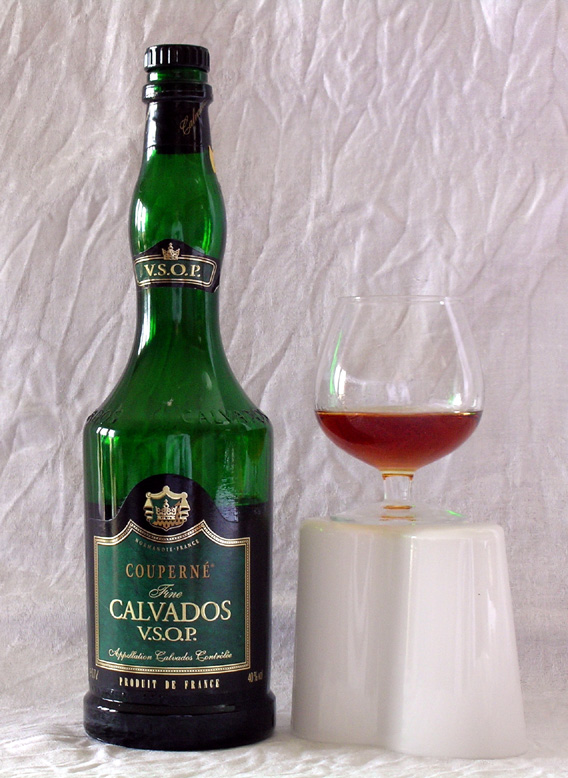
칼바도스

칼바도스(Calvados)는 프랑스의 노르망디 지방에서 유래한 술로, 사과주를 원료로 하는 증류주이다.